# Observatorio Meteorológico de San Sebastián
El Observatorio Meteorológico Marítimo de San Sebastián (España), también conocido como el observatorio de Igueldo,  estrenó su sede definitiva  en el verano de 1905. Ya anteriormente, en 1902, se habilitó en un  emplazamiento cercano una instalación provisional para las tareas de observación y predicción meteorológica.
Su fundador fue el jesuita Juan Miguel Orcolaga  (Hernani 1863- Igueldo 1914) y la financiación y mantenimiento la asumió la Diputación Provincial de Guipúzcoa.
En 1940 se integró administrativa y funcionalmente  en el Servicio Meteorológico Español y le sucedió  en 1979 el Instituto Nacional de Meteorología
Su ámbito de actuación es el Golfo de Vizcaya y en sus inicios su finalidad no era otra que la de servir a los trabajadores del mar anunciándoles el pronóstico del mal tiempo. 

## Descripción histórica
Para la elección del observatorio,  hubo una gran controversia con la Diputación de Vizcaya que pretendía que la sede se instalara en el cabo de  Machichaco.
Juan Miguel Orcolaga tuvo una influencia decisiva para emplazar el observatorio en Igueldo, no con argumentos localistas sino con bases científicas que apuntaban a Igueldo como mejor localización.
Tras decidirse la instalación en Igueldo, la Diputación de Vizcaya se desentendió del proyecto a pesar de lo cual Igueldo no reducirá su actuación a los estrictos límites provinciales y desde sus orígenes siempre aparece actuando con una perspectiva de carácter regional.
Cabe destacar dos periodos en la historia del observatorio, la anterior a la guerra civil hasta 1940 y la posterior hasta nuestros días.
En la primera fase Juan Miguel Orcolaga fue  su fundador y primer director hasta su muerte en 1914.
Posteriormente  hubo un periodo transitorio de trece años durante el cual, el hermano y ayudante de Juan Miguel  Orcolaga se ocupó de mantener en precario el funcionamiento del observatorio.
En 1927,  Mariano Doporto (Cáceres1902 - Dublin1964) tomó posesión del cargo de director  tras ganar el concurso abierto por Diputación para cubrir la plaza vacante. 
Con Mariano Doporto al frente del organismo Igueldo recuperó su pulso y vivió el periodo de mayor proyección científica, tanto en el terreno de la investigación como en lo que hizo al desarrollo de las redes de observación meteorológica y climática; a él se debe también el inicio de una serie estadística de datos meteorológicos que ha continuado hasta hoy de manera ininterrumpida.
La segunda fase tras la guerra civil  se caracterizó por una situación inicial  precaria que evolucionó con los avances tecnológicos  en materia de observación y tratamiento de datos, permitiendo alcanzar niveles mucho más precisos en los sistemas de predicción mediante el trabajo en red de un ingente número de estaciones, de centros de observación y las aportaciones de la meteorología aeronáutica y terrestre.
Carlos Santamaría  (San Sebastián 1909- 1997), perteneciente al cuerpo de auxiliares de meteorología, asumió la dirección del centro en  1940. El nuevo director inauguró en cierto modo la segunda etapa de la historia del observatorio de Igueldo y se convirtió en el protagonista principal en la medida que ejerció la jefatura durante cuarenta años.
Más allá de los cambios y por encima de las innovaciones, el observatorio de Igueldo, que concentra su principal actividad en la predicción y vigilancia meteo-marítima, así como en el conocimiento climatológico, ha logrado mantener y desarrollar, durante sus más de cien años de historia, el carácter específico de observatorio marítimo que constituyó su divisa original y su razón de ser, teniendo como principal activo el permanente servicio a las comunidades que viven, conviven y trabajan en el entorno del golfo de Vizcaya.